# Thetisella olivacea
Thetisella olivacea är en ringmaskart som beskrevs av Baird 1870. Thetisella olivacea ingår i släktet Thetisella och familjen Amphinomidae. Inga underarter finns listade i Catalogue of Life.